# تشانزوصور
التشانزوصور (بالإنجليزية: Qianzhousaurus )‏ هو جنس ديناصورات من التيرانوصوريات. يوجد حاليا جنس واحد مسمى منه وهو النوع النمطي تشانزوصور سنينسس. الملقب «بينوكيو ركس» وذلك لطول خطمه مقارنة بالتيرانوصوريات المعروفة الأخرى. تم اكتشافه في جنوب الصين ونُشِر لأول مرة في مجلة الاتصالات الطبيعية (Nature Communications) في ماي 2014. فضلا عن خطمه المميز يملك التشانزوصور أسنانا طويلة ورقيقة عكس أقربائه من أجناس التيرانوصوريات الأخرى التي تملك أسنانا خشينة وقوية، وفكين كبيرين. اكتُشفت عظام التشانزوصور بواسطة عامل في موقع بناء بالقرب من مدينة غانتشو، والذي أخذها لاحقا إلى متحف محلي.
صرح الكاتب الرئيسي لو جانشانغ من معهد الجيولوجيا، والأكاديمية الصينية لعلوم الجيولوجيا أن: «الاكتشاف الجديد مهم جدا، فإلى جانب الأليوراموس من منغوليا، يظهر أن التيرانوصوريات طويلة الخطم كانت منتشرة بشكل واسع في آسيا. ورغم أننا في بداية دراستها يبدو أن التيرانوصوريات طويلة الخطم كانت أحد المجموعات الأساسية من الديناصورات المفترسة في آسيا.» وجود التيرانوصوريات ذات الخطم الطويل تم التشكيك فيه سابقا بسبب العثور على مستحاثات غير حاسمة، والتي يمكن تفسيرها على أنها أجناس ديناصورات يافعة ذات أخطام قصيرة، لكن الكاتب المشارك ستيفن ل. بروسات من جامعة إدنبرة قال أن الاكتشاف «يخبرنا بشكل لا لبس فيه أن هذه التيرانوصوريات طويلة الخطم كانت أمرا حقيقيا. كانوا طائرا مختلفا يعيش في نهاية عصر الديناصورات.» أظهر فحصٌ للصخر الحاوي للمستحاثة أنه ربما يتكون من السرير الأحمر لتكوين نانكسيونغ، والذي يرجع عمره إلى حدود الطباشيري-الباليوجين حوالي 72-66 مليون سنة مضت.

## روابط خارجية
- فرع حيوي جديد من تيرانوصوريات آسيا طويلة الخطم من الطباشيري المتأخر، مجلة نيتشر.